# Rajnandgaon (Distrikt)

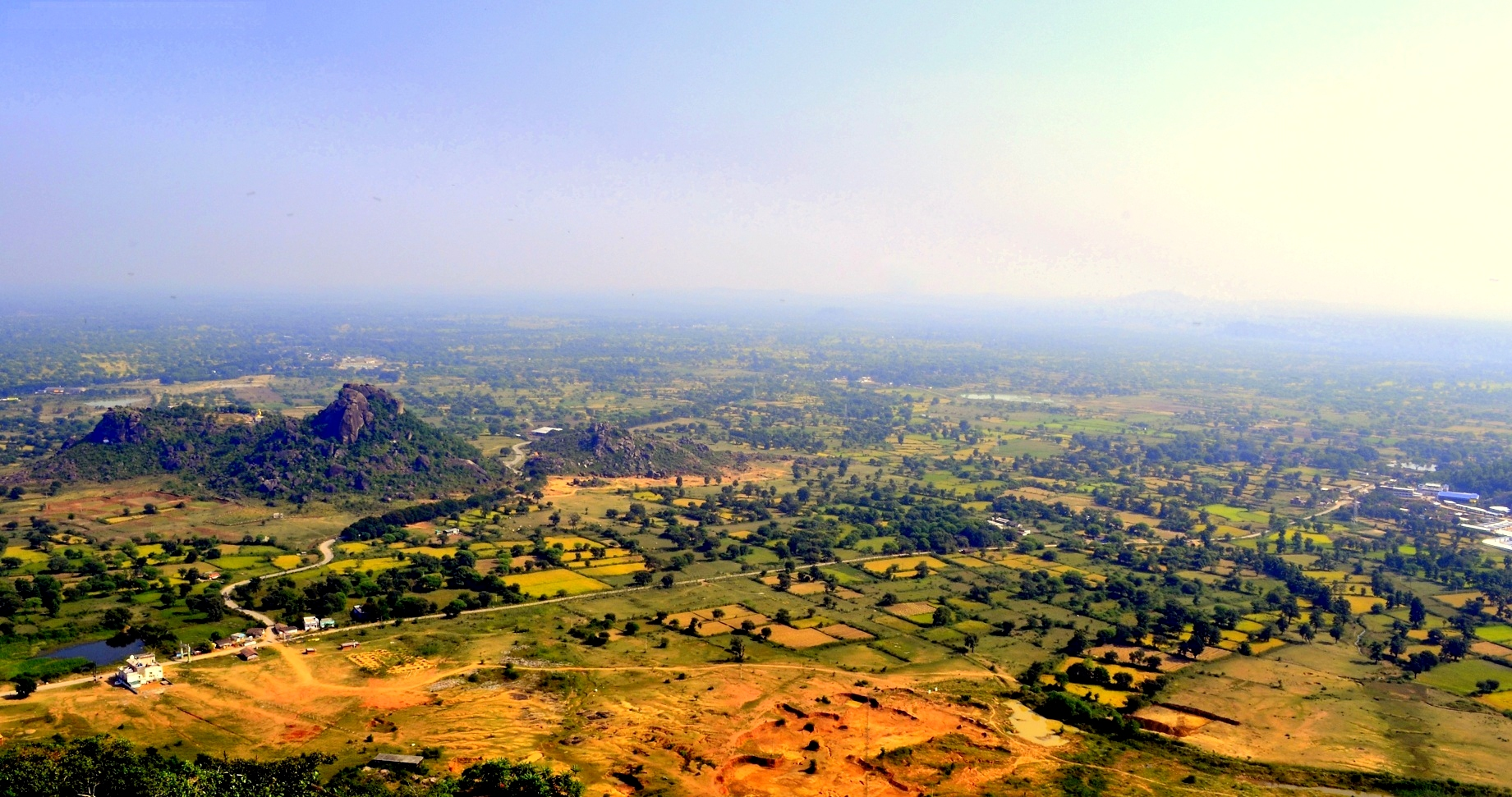
Landschaft im Distrikt

Der Distrikt Rajnandgaon (Hindi राजनांदगाँव जिला) ist ein Distrikt im indischen Bundesstaat Chhattisgarh. Sitz der Verwaltung ist die gleichnamige Stadt Rajnandgaon.

## Geschichte
Der Distrikt Rajnandgaon entstand am 26. Januar 1973 aus Teilen des Distrikts Durg. Der Distrikt gehörte bis 2000, als der neue Bundesstaat Chhattisgarh gegründet wurde, zu Madhya Pradesh. Im Juli 1998 wurde aus Teilen Rajnandgaon der neue Distrikt Kawardha gebildet, der später in Kabirdham umbenannt wurde. Am 2. September 2022 wurde aus den südlichen Anteilen Rajnandgaons der neue Distrikt Mohla-Manpur-Ambagarh Chowki gebildet und am 3. September 2022 aus den nördlichen Anteilen der neue Distrikt Khairagarh-Chhuikhadan-Gandai.

## Bevölkerung
Aufgrund der Gebietsverkleinerungen durch die Abtrennung zweier neuer Distrikte seit der letzten Volkszählung 2011 sind derzeit (2025) keine genauen demographischen Daten verfügbar.